# Sympycnus strenuus
Sympycnus strenuus är en tvåvingeart som beskrevs av Becker 1922. Sympycnus strenuus ingår i släktet Sympycnus och familjen styltflugor. Inga underarter finns listade i Catalogue of Life.